# Boosey & Hawkes
A Boosey & Hawkes egy 1930-ban alapított angliai kottakiadó cég, saját jellemzésük szerint a világ egyik legsikeresebb zenével foglalkozó cége.

## Története
1930-ban jött létre két jól menő angol családi vállalkozás – Boosey & Company és Hawkes & Son – összeolvadásaként. Ennek eredménye a Boosey & Hawkes, amely, mint kottakiadó és hangszerkészítő cég, egyaránt vezető pozíciót szerzett.
Egyébként a Boosey & Company az 1760-as években, a Hawkes & Son 1865-ben alakult, és mindkét cég kottakiadással és hangszergyártással foglalkozott.
Az egyesülésre a rádiók és egyéb hangtechnikai eszközök elterjedése miatt volt szükség; ezek miatt ugyanis a kottakiadás piaca jelentősen csökkent.
A hangszergyár-részleget 2003-ban eladták.

## Szerzők
Jelenleg olyan nagy 20. századi szerzők műveinek kiadási jogait birtokolják, mint Igor Stravinsky, Bartók Béla, Aron Copland, Benjamin Britten, Szergej Szergejevics Prokofjev, Richard Strauss és Sergey Rachmaninov; emellett a jól menő kortárs szerzők műveit (John Adams, Louis Andriessen, Sir Harrison Birtwistle, Elliott Carter, Sir Peter Maxwell Davies, H M Górecki és Steve Reich) is ők adják ki, illetve a fiatal szerzők (James MacMillan, Magnus Lindberg, Mark-Anthony Turnage és Olga Neuwirth) pártolásával is foglalkoznak.
A régebbi szerzők közül Johannes Brahms és Antonín Dvořák műveinek kiadását végzik, viszonylagos siker mellett.